# Una mente per uccidere
Una mente per uccidere (titolo originale A Mind to Murder) è un romanzo della scrittrice inglese P. D. James del 1963, il secondo in cui compare l'ispettore Adam Dalgliesh. 

## Trama
Il caso si svolge in una clinica psichiatrica dove viene trovata uccisa in un seminterrato Emil Bondam. La donna aveva tra i nemici anche lo staff medico e Dalgliesh grazie all'aiuto di un gatto riuscirà a risolvere il delitto.

## Personaggi
- Adam Dalgliesh : ispettore capo

Personale clinica Steen: 
- Dott. Henry Etherege : direttore
- Dott. Paul Steiner, dott. James Baguley, dott. Mary Ingram: psichiatrici
- Enid Bolam: funzionaria amministrativa
- Marion Bolam: infermiera
- Jennifer Priddy: segretaria
- Amy Shorthouse: donna delle pulizie
- Peter Nagle: inserviente
- Frederica Saxon: psicologa

## Edizioni italiane
- Una mente per uccidere, in Per casi innaturali. 3 inchieste dell'ispettore Dalgleish, traduzione di Lydia Lax, Milano, Rusconi, 1980.
- Una mente per uccidere, in Tre casi per Dalgliesh, traduzione di Lydia Lax, Introduzione di Lia Volpatti, Collana Omnibus Gialli, Milano, Arnoldo Mondadori Editore, 1991,  pp. IX-733. - Collana I Classici del Giallo n.13, Mondadori, 2007.
- Una mente per uccidere, trad. Lydia Lax, Collana Oscar Bestsellers n.360, Milano, Mondadori, 1993, ISBN 88-04-37808-5.
- Una mente per uccidere, traduzione di Lydia Lax, Collana I Classici del Giallo Mondadori n.833, Arnoldo Mondadori Editore, dicembre 1998,  p. 268, ISBN 977-00-098-4200-0. - Collana I Classici del Giallo Mondadori n.1459, agosto 2022.